# Seokgwan-dong
Seokgwan-dong (koreanska: 석관동) är en stadsdel i Sydkoreas huvudstad Seoul. Den ligger i stadsdistriktet Seongbuk-gu nordöst om centrala Seoul.